# Кореб Элидский
Кореб Элидский (др.-греч. Κόροιβος ὁ Ἠλεῖος) — древнегреческий атлет, победитель первых Олимпийских игр.
Священнослужитель из Элиды, выиграл соревнования в беге 21 или 22 июля 776 до н. э. и стал первым олимпиоником, чье имя сохранилось и вошло в составленный значительно позднее список победителей Олимпийских игр.
Сами игры, по преданию, учрежденные некогда Гераклом, были возобновлены, как считалось, при царе Ифите и Ликурге (по расчетам хронографов, в 884 до н. э.), но, вероятно, до VIII века до н. э. оставались местным соревнованием, и сведения о них отсутствуют. Предполагается, что игры 776 до н. э., которые должны быть 28-ми по счету, стали первыми, на которые были приглашены атлеты из других государств Пелопоннеса.
По сведениям Павсания, гробница Кореба находилась недалеко от впадения Эриманфа в Алфей, на границе Элиды и Аркадии, а на его памятнике в Олимпии была надпись, сообщающая, что он первым из всех людей победил на Олимпийских играх.
Единственный в новейшей истории памятник Коребу был установлен в Калгари во время XV зимних Олимпийских игр в 1988 году. Он был создан по образцу римской копии греческой статуи, хранящейся в Национальном археологическом музее Неаполя.